# Arie Haan
Arend Haan, detto Arie (Finsterwolde, 16 novembre 1948), è un ex calciatore e allenatore di calcio olandese.
Giovane talento del grande Ajax degli anni settanta (tre Coppe dei Campioni e una Intercontinentale), ha militato poi nell'Anderlecht vincendo ancora la Coppa delle Coppe nel 1976 e 1978. In Italia è ricordato soprattutto per aver segnato il gol da 35 metri nell'ultima partita della seconda fase a gironi dei Mondiali argentini del 1978. Non a caso è stato soprannominato il "Bombardiere" per le fucilate che partivano dal suo piede destro.

## Biografia
Nasce il 16 novembre 1948 a Finsterwolde, un piccolo villaggio che si trova nella provincia di Groninga, a circa 7 km da Winschoten.

## Carriera

### Giocatore

#### Club
Cresce nelle giovanili dell'Ajax e debutta in prima squadra nel 1969. Si dice che da ragazzo Haan fece infuriare l'allenatore storico dei lancieri Rinus Michels, rifiutandosi di aggregarsi alla prima squadra perché voleva prima terminare gli studi. Nei primi tempi Haan trova poco spazio fra i titolari perché chiuso da Nico Rijnders, centrocampista dai mille polmoni. Ma Haan non ci mette molto a dimostrare il suo talento. Nel 1971 vince la sua prima Coppa dei campioni con l'Ajax battendo in finale 2-0 il Panathīnaïkos: a inizio ripresa sostituisce Sjaak Swart e segna un gol con un diagonale dalla destra su assist di Cruijff. Fu il primo gol di un subentrato in una finale di Coppa dei Campioni. 

Haan (a destra) all'Ajax nel 1974, mentre esce dal campo insieme a Suurbier e Neeskens, al termine della finale di andata della prima edizione della Supercoppa UEFA.

All'inizio della stagione 1971-1972 Rijnders viene ceduto al Bruges e Haan diventa titolare inamovibile del centrocampo. Anche se è difficile parlare di ruoli definiti nel calcio totale perché tutti sapevano creare e distruggere, possiamo dire che l'allenatore Michels vedeva in Haan il giocatore in grado di distruggere la manovra avversaria mentre con Kovács aveva compiti più offensivi e di costruzione del gioco.
Nel 1972 vince con l'Ajax la "Coppa del Centenario del Rangers", segnando un gol agli scozzesi sia all'andata sia al ritorno (rispettivamente 3-1 e 3-2 sempre a favore dei lancieri), mentre l'anno successivo vince la prima edizione ufficiale della Supercoppa UEFA, segnando il definitivo 6-0 contro il Milan nella partita di ritorno. In sei stagioni con i lancieri Haan vince tutto: 3 Eredivisie, 3 Coppe dei Campioni, 3 Coppe dei Paesi Bassi, 1 Supercoppa UEFA e una Coppa Intercontinentale.
Finito il ciclo Ajax emigra in Belgio nell'Anderlecht. Arriva nel momento migliore dei bianco-malva che già vantano fra le proprie file campioni come Rob Rensenbrink, François Van der Elst, Gilbert Van Binst, Franky Vercauteren, Ludo Coeck e Hugo Broos. Haan diventa subito un pilastro: disputa 199 partite di campionato segnando 35 gol e arricchisce la sua bacheca dei trofei con 2 edizioni della Coppa delle Coppe, 2 della Supercoppa UEFA, una della Coppa del Belgio e un titolo nazionale.
Nella Supercoppa UEFA 1976 contro il Bayern Haan firma l'unico gol bianco-malva all'andata (2-1 per i bavaresi a Monaco) e il definitivo 4-1 al ritorno. Considerando anche l'edizione 1972 non ufficiale, ha vinto 4 volte questa competizione: dopo Paolo Maldini e Toni Kroos è il giocatore ad averne vinte di più (l'unico con due club diversi), in cui ha fatto 5 gol (record) e in cui ha giocato 8 partite (record al pari di Alessandro Costacurta).
Nel 1981 si trasferisce allo Standard Liegi dove ritrova Raymond Goethals, suo allenatore nella prima stagione all'Anderlecht. Con i "Rouches" conquista la Jupiler League che mancava da undici anni, disputando tutte le partite e segnando sei gol. Conquista anche la sua quarta finale di Coppa delle Coppe persa contro il Barcellona. La stagione 1982-1983 si apre con la sconfitta per 3-2 in Supercoppa nazionale contro il Waregem, ma si chiude in bellezza con la vittoria della seconda Jupiler League, condita da altri 6 gol in 31 presenze.
Nella stagione 1983-1984 passa al PSV, e questa sarà l'ultima squadra della sua carriera.

#### Nazionale

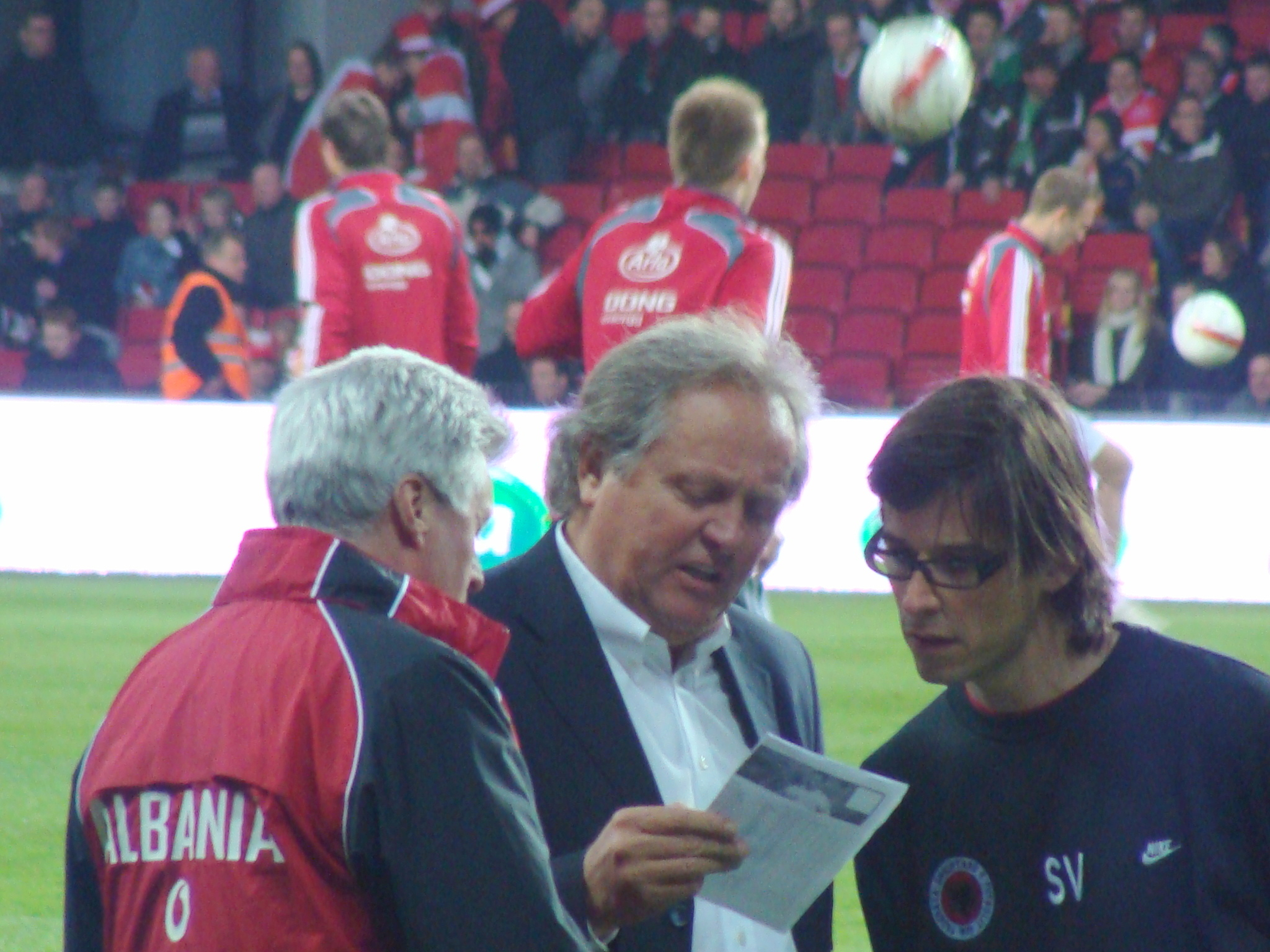
Arie Haan (al centro) nel 2009.

Haan ha fatto parte della nazionale olandese che conquistò il secondo posto a Germania 1974. All'inizio del Mondiale ci sono sei giocatori per tre posti a centrocampo: il terzetto dell'Ajax composto da Haan, Neeskens e Mühren e quello del Feyenoord, comprendente de Jong, Jansen e van Hanegem. Michels nella scelta è "aiutato" da alcune defezioni: Mühren rinuncia alla rassegna iridata per star vicino a suo figlio malato, in difesa Mansveld e Hulshoff vengono fermati dagli infortuni e Israël deve rinunciare alla prima partita per un lutto. La scelta cade quindi su Jansen, Neeskens e van Hanegem con Haan che viene reinventato libero da Michels durante un'amichevole pre-Mondiale contro i tedeschi del Kickers Offenbach. Haan giocò un gran mondiale nonostante il ruolo inedito.
Ad Argentina 1978 torna al suo ruolo di centrocampo; nella partita contro la Germania Ovest (finita 2-2) Haan realizza il momentaneo 1-1 con un tiro da 30 metri nell'angolino basso su cui Sepp Maier non può nulla. Si arriva così alla sfida decisiva con l'Italia: sull'1-1 è ancora Haan a essere determinante con un tiro dai 35 metri che fulmina Dino Zoff. La partita finisce 2-1, gli oranje conquistano la finale che poi perderanno contro i padroni di casa dell'Argentina.

### Allenatore
Haan ha cominciato precocemente (a 36 anni) la sua lunga carriera di allenatore e dal 1984 al 2001 ha allenato nove squadre di club, prima di dirigere le Nazionali di Cina, Camerun e Albania. Dal 2009 allena nel campionato cinese.

## Palmarès

### Giocatore

#### Competizioni nazionali
- Campionato olandese: 3

Ajax: 1969-1970, 1971-1972, 1972-1973
- Coppa dei Paesi Bassi: 3

Ajax: 1969-1970, 1970-1971, 1971-1972
- Coppa del Belgio: 1

Anderlecht: 1975-1976
- Campionato belga: 3

Anderlecht: 1980-1981
Standard Liegi: 1981-1982, 1982-1983
- Supercoppa del Belgio: 1

Standard Liegi: 1981

#### Competizioni internazionali
- Coppa dei Campioni: 3

Ajax: 1970-1971, 1971-1972, 1972-1973
- Coppa Intercontinentale: 1

Ajax: 1972
- Supercoppa UEFA: 3

Ajax: 1973
Anderlecht: 1976, 1978
- Coppa delle Coppe: 2

Anderlecht: 1975-1976, 1977-1978

### Allenatore
- Campionato belga: 1

Anderlecht: 1986-1987
- Coppa del Belgio: 1

Standard Liegi: 1992-1993
- Coppa di Cipro: 1

Omonia Nicosia: 1999-2000